# Dörnau
Dörnau ist ein Gemeindeteil der Gemeinde Neukirchen im niederbayerischen Landkreis Straubing-Bogen.

## Geografie
Der Weiler liegt südlich des Kernorts und der Staatsstraße 2139 und zwischen Birkhof und Schickersgrub.

## Geschichte
Die Schreibweise bis etwa 1900 war Au (Dürnau). Ursprünglich gehörte der Ort zur später aufgelösten Gemeinde Steinburg und wechselte im Zuge der Gebietsreform in Bayern am 1. Mai 1978 zu Hunderdorf. Am 1. Januar 1979 kam Dörnau zur Gemeinde Neukirchen. Die lange Zeit aus einem Anwesen bestehende Einöde hat sich durch einen Gewerbebetrieb im Osten und ein Neubaugebiet im Westen in der jüngeren Vergangenheit stark ausgeweitet.